# Éric Toussaint
Éric Toussaint (n. Namur, Bélgica, 1954) es portavoz de la red internacional del Comité para la abolición de las deudas ilegítimas (CADTM), que contribuyó a fundar. De formación historiador, es doctor en Ciencias Políticas por la Universidad de Lieja (ULg) y la Universidad de París VIII. También es miembro del Consejo Científico de ATTAC Francia y participó en la fundación del Consejo Internacional del Foro Social Mundial en 2001.

## Biografía
Desde los años noventa, publica análisis económicos que han sido muy difundidos por la prensa y en Internet. Es autor de una quincena de libros, siendo los más recientes: Banco Mundial: Una historia crítica, El Viejo Topo, 2022; Bancocracia, Icaria editorial, Barcelona, 2014; Las Cifras de la deuda 2015, con Pierre Gottiniaux, Daniel Munevar y Antonio Sanabria, (CADTM, 2015); Proceso a un hombre ejemplar.
Varios de sus libros fueron publicados en una decena de idiomas y se han convertido en referencia sobre el problema de la deuda y de las instituciones financieras internacionales: 60 preguntas/ 60 Respuestas sobre la deuda, el Fmi y el Banco mundial, Icaria-Intermon, Barcelona, 2009; Banco mundial: el golpe de estado permanente Ediciones de Intervención Cultural, Mataró (Barcelona), 2007, Abya Yala, Quito, 2007 y CIM, Caracas, 2007. Participó en la redacción de dos manuales de auditoría ciudadana de la deuda.
Desde hace muchos años está implicado en los combates por la anulación de la deuda de los países del Sur, y las deudas públicas ilegítimas de los países del Norte.
Fue miembro de la Comisión de Auditoría Integral de la deuda de Ecuador (CAIC), establecida en 2007 por el presidente Rafael Correa. Ese mismo año, aconsejó al ministro de Finanzas y al presidente de Ecuador con respecto a la creación del Banco del Sur http://cadtm.org/Sobre-las-circunstancias-que, así como dio su asesoramiento, sobre el mismo tema, a la secretaría de las Naciones Unidas en 2008. También en 2008, el presidente paraguayo Fernando Lugo le llamó para que lo asesorara sobre el lanzamiento de una auditoría de la deuda en dicho país. Y en ese mismo año, fue asesor del ministro venezolano de Desarrollo Económico y de la Planificación.
En 2003, asesoró al nuevo gobierno de Timor Oriental en materia de deuda y de las relaciones con el FMI y el Banco Mundial (enlace roto disponible en Internet Archive; véase el historial, la primera versión y la última)..
En 2005 y en 2008, fue invitado por la Comisión Económica de la Unión Africana para presentar sus propuestas sobre la anulación de las deudas ilegítimas reclamadas a África.
En 2005, contribuyó a la creación del Observatorio Internacional de la Deuda con los economistas de izquierda de Argentina.
En septiembre de 2010, pronunció una comunicación ante una sesión especial de la Asamblea General de las Naciones Unidas en Nueva York, dedicada a una evaluación de los Objetivos del Milenio para el Desarrollo.
Desde 2010, apoya diferentes iniciativas de auditoría ciudadana en Europa (Grecia, Portugal, España, Francia, Bélgica) (poner un link con el ICAN). Su asesoramiento ha sido solicitado por la comisión de investigación parlamentaria del Congreso de Brasil sobre la deuda (CPI) en 2011 y por la comisión económica del Senado Brasileño en 2013. En 2012 y 2013 fue invitado por Alexis Tsipras, el presidente de Syriza, para discutir sobre la deuda griega. En noviembre de 2014, fue invitado por parlamentarios argentinos de la mayoría presidencial al Congreso argentino, ya que querían poner en marcha la comisión de auditoría de la deuda prevista por la ley llamada de «pago soberano», adoptada en septiembre de 2014.
Desde abril de 2015, Eric Toussaint es el coordinador científico de la Comisión de la Verdad sobre la Deuda Pública griega. Esta Comisión creada por Zoe Konstantopoulou, presidente del Parlamento griego entre febrero y principios de octubre de 2015, fue disuelta por el nuevo presidente del Parlamento en noviembre de 2015 en el marco del tercer memorando impuesto por los acreedores de Grecia. La comisión coordinada por Eric Toussaint elaboró dos informes (Informe preliminar del Comité de la Verdad de la deuda pública griega + Ilegitimidad, Ilegalidad, Odiosidad e Insostenibilidad del MoU de agosto de 2015 y del Acuerdo de Préstamo) y prosiguió su actividad, sin el apoyo del nuevo Parlamento griego.
En septiembre de 2015, Eric Toussaint fue invitado por la Conferencia de las Naciones Unidas sobre Comercio y Desarrollo (UNCTAD) a presentar el punto de vista del CADTM sobre la resolución de la Asamblea General de las Naciones Unidas concerniente a la solución de las crisis de deudas soberanas.
Eric Toussaint aporta su colaboración a las autoridades municipales que en España intentan promover auditorías de la deuda con participación ciudadana.
Eric Toussaint ha participado así mismo en el proceso de las conferencias para un Plan B en Europa. 
Es uno de los impulsores del proyecto ReCommonsEurope (proyecto iniciado por dos redes internacionales, CADTM y EReNSEP, así como el sindicato vasco ELA, para contribuir a los debates estratégicos que tienen lugar en la izquierda popular de Europa hoy en día), así como de las dos publicaciones fruto de dicho proyecto: Manifiesto por un nuevo internacionalismo de los pueblos en Europa y El impacto sobre el Sur de las políticas europeas y las posibles alternativas. También es uno de los impulsores del Encuentro europeo "Pasemos a la acción - Alternativas internacionalistas frente a las políticas de la Unión Europea (en tiempos de coronavirus)", un encuentro europeo organizado por el CADTM, con el apoyo de Citizens for Financial Justice y del GUE/NGL, que se celebró en Bruselas en septiembre de 2020.

## Juventud y recorrido de su militancia
Nacido en 1954 en Namur, Éric Toussaint vivió hasta los 17 años en un pueblo minero del carbón (Retinne, cerca de Lieja) donde sus padres eran maestros. En esa localidad de 2500 habitantes, había más de 30 nacionalidades diferentes. A los 13 años, ya activo en diferentes campañas (contra la guerra de Vietnam, contra el racismo, en apoyo a las luchas obreras, en apoyo a la Primavera de Praga) se afilió al sindicato de estudiantes de la FGTB. En 1968, contribuyó a poner en marcha un comité de lucha en el liceo (enseñanza secundaria) que se extendió por varios establecimientos. Es el comienzo de una serie de combates. En 1970, se afilió a la IV Internacional y participó a la creación de la Liga Revolucionaria de Trabajadores (LRT) en mayo de 1971, antes de ser miembro de la secretaría política, y particularmente, en compañía de Ernest Mandel. A partir de 1980, fue miembro de la dirección de la IV Internacional.
Ejerció diferentes responsabilidades sindicales en la CGSP- sector de la enseñanza. Entre 1975 y 1994, participó activamente en numerosas acciones sindicales (docentes, metalúrgicos, trabajadores municipales…). Los años 1980 estuvieron marcados por numerosas huelgas, ya sea para mejorar los servicios públicos (entre los cuales la enseñanza pública), sea para obtener reformas de estructuras anticapitalistas (palabra de moda en la FGTB entre 1956 y fines de los años 1980), sea para resistir a la ofensiva neoliberal. Estuvo particularmente activo en las huelgas y otras acciones que los trabajadores de la ciudad de Lieja (de los que formaba parte como docente) desarrollaron a lo largo de los años 1980 contra una deuda pública municipal que los aplastaba. 
La solidaridad internacional comenzó a estar cada vez más presente en sus actividades y reflexiones: la solidaridad con las huelgas de los trabajadores polacos a partir de 1980, de los mineros británicos (1984-1985), el apoyo a las experiencias revolucionarias en Nicaragua entre 1979 y 1989 mediante la organización de brigadas de trabajo voluntario para ayudar a los campesinos nicaragüenses, la solidaridad frente a la represión de la primavera china en 1989, la oposición al bloqueo impuesto a Cuba por el gobierno de Estados Unidos, el sostén a la lucha del pueblo palestino y muchas otras luchas por todo el mundo. 
En 1990, contribuyó a la creación del Comité para la Anulación de la Deuda del Tercer Mundo (CADTM) del que fue presidente. Este comité se transformó en una red internacional implantada en unos treinta países en cuatro continentes. Participó en 1999 a la creación de ATTAC en Bélgica así como a la del Foro Social Mundial en Brasil y de su Consejo Internacional en 2001, del Foro Social Europeo en 2001 y del Alter Summit en 2012. 
A partir del año 2000, estuvo implicado con los movimientos populares y con algunos gobiernos latinoamericanos de izquierda en problemas de deuda, del Banco del Sur y de otras alternativas. Con la crisis de la deuda que afectó violentamente al Norte desde 2007-2008, Éric Toussaint contribuyó al lanzamiento y refuerzo de las campañas por las auditorías ciudadanas en Europa.

## Carrera docente
Entre 1975 y 1994, Éric Toussaint impartió diversas materias, y en particular historia, en una quincena de establecimientos públicos de enseñanza técnica y profesional de la ciudad de Lieja. Entre 1980 y 1984, también dio cursos de economía en la Fundación André Renard, la escuela de formación de militantes sindicales de la FGTB (Federación General del Trabajo de Bélgica, el principal sindicato en Valonia y Bruselas) en Lieja. Entre 1994 y 2014, su organización sindical, la Central General de los Servicios Públicos- sector enseñanza (afiliada a la FGTB), lo liberó para que pudiera dedicarse enteramente a las actividades del CADTM. Durante ese tiempo, prosiguió sus estudios y obtuvo el título de doctor en ciencias políticas por las universidades de Lieja y de Paris VIII en 2004. Entre 2011 y 2014 ha sido maître de conférence en la universidad de Lieja donde impartió un curso sobre las relaciones Norte/Sur. Desde 1998, enseña en la Cooperación técnica belga sobre temas relacionados con alternativas a la deuda y sobre los flujos financieros mundiales. También está asociado al Instituto Internacional de Investigación y Formación en Ámsterdam.

## Obra de Éric Toussaint
- 2022 - Banco Mundial: Una historia crítica, El Viejo Topo, Barcelona, 2022.
- 2020 - Capitulación entre adultos. Grecia 2015: Una alternativa era posible, El Viejo Topo, Barcelona, 2020.
- 2018 - Sistema deuda, Icaria editorial, Barcelona, 2018
- 2014 - Bancocracia, Icaria editorial, Barcelona, 2014.
- 2013 - Proceso a un hombre ejemplar. Jacques de Groote, director ejecutivo del FMI y del Banco Mundial durante 20 años, edición digital, 2014.
- 2012 - Neoliberalismo. Breve historia del infierno, Le Monde diplomatique, Buenos Aires, 2012.
- 2011 - La deuda o la vida: Europa en el ojo del huracán, (con Damien Millet), Icaria editorial, Barcelona, 2011.
- 2010 - La Crisis global, Editorial de las Madres de la Plaza de Mayo, Buenos Aires, 2010; Ediciones de Intervención Cultural, Mataró, Barcelona, 2010; Ciencias Sociales, La Habana, 2011.
- 2010 - Una mirada al retrovisor. El neoliberalismo desde sus orígenes hasta la actualidad, Editorial Icaria, Barcelona, 2010.
- 2007 - Banco del sur y Nueva crisis internacional, Editorial Viejo Topo (Barcelona); Editorial Abya-Yala (Quito); Editorial Observatorio DESC, La Paz).
- 2007 - Banco mundial: el golpe de estado permanente Editorial Viejo Topo (Barcelona), 2007, Abya Yala, Quito, 2007 y CIM, Caracas.
- 2009 - Con Damien Millet de 60 preguntas/ 60 Respuestas sobre la deuda, el Fmi y el Banco mundial, Icaria-Intermón, Barcelona.
- 2005 - Con Damien Millet de Los Tsunamis de la deuda, Icaria/Intermón, Barcelona, 2005 y Ciencias Sociales, La Habana, 2006. Ediciones en la India y en Francia
- 2004 - La Bolsa o la Vida, Editorial CLACSO, Buenos Aires, 2004. 19 ediciones diferentes en ocho idiomas desde la primera edición en 1998 en Venezuela (Editorial Nueva Sociedad).
- 2002 - Con Arnaud Zacharie, Salir de la Crisis. Deuda y ajuste Editorial Paz con Dignidad, Madrid, 2002 (otras ediciones  por CDES en Quito, 2003, y por La Fragua, en Buenos Aires, 2004).

Con otros autores
- 2015 - Pierre Gottiniaux, Daniel Munevar, Antonio Sanabria y Éric Toussaint, Las cifras de la deuda 2015 CADTM, 2015 (disponible en pdf. edición digital)
- 2012 - Ocupemos el mundo! Occupy the world! con Miguel Urban, Joseba Fernández, Carlos Sevila, Esther Vivas,... Icaria, Barcelona, 2012
- 2008 - Ecuador en la encrucijada, con Benoit Boucher, Virginie de Romanet, Stéphanie Jacquemont, Cécile Lamarque, Hugo Ruiz Díaz Balbuena, Ediciones Abya-Yala, Quito, 2008.